# Foweya tertia
Foweya tertia is een eenoogkreeftjessoort uit de familie van de Parastenheliidae. De wetenschappelijke naam van de soort is voor het eerst geldig gepubliceerd in 1975 door Kunz.